# Guangxing
Guangxing (kinesiska: 广兴) är en köping i sydvästra Kina. Den ligger i stadsdistriktet Jiangjin i storstadsområdet Chongqing, omkring 56 kilometer söder om det centrala stadsdistriktet Yuzhong. Antalet invånare är 11222. Befolkningen består av 5 491 kvinnor och 5 731 män. Barn under 15 år utgör 14,0 %, vuxna 15-64 år 68 %, och äldre över 65 år 17,0 %.